# Luca Palmiero
Luca Palmiero (Mugnano di Napoli, Nápoles, Italia, 1 de mayo de 1996) es un futbolista italiano. Juega de centrocampista y su equipo actual es el U. S. Avellino de la Serie B de Italia.

## Trayectoria
Se formó en las categorías inferiores del Napoli, compitiendo en la Liga Juvenil de la UEFA 2013-14.
El 10 de agosto de 2015 el Napoli lo cedió a préstamo a otro club de Campania, el Paganese de la tercera división italiana, donde jugó 14 partidos marcando 2 goles. En agosto de 2016 fue cedido al Akragas, en tercera división, donde jugó 25 partidos.
El 17 de julio de 2017, fue cedido al Cosenza, siendo renovado el préstamo al final de la temporada. El 23 de julio de 2019, el Napoli lo cedió al Pescara de la Serie B. El año siguiente fue cedido al Chievo Verona y, en agosto de 2021, otra vez al Cosenza.
El 1 de septiembre de 2022 fichó por el Pescara.

## Selección nacional
Ha sido internacional con las selecciones sub-16, sub-17 y sub-18 de Italia.

## Clubes
| Club                          | País   | Año           |
| ----------------------------- | ------ | ------------- |
| Paganese Calcio 1926 (cedido) | Italia | 2015 - 2016   |
| S. S. Akragas (cedido)        | Italia | 2016 - 2017   |
| Cosenza Calcio (cedido)       | Italia | 2017 - 2019   |
| Delfino Pescara 1936 (cedido) | Italia | 2019 - 2020   |
| A. C. Chievo Verona (cedido)  | Italia | 2020 - 2021   |
| Cosenza Calcio (cedido)       | Italia | 2021 - 2022   |
| Delfino Pescara 1936          | Italia | 2022 - 2023   |
| U. S. Avelino                 | Italia | 2023-presente |